# アロウェシ・ナコシ
アロウェシ・ナコシ（Aloesi Nakoci、1991年8月18日 - ）は、フィジーの女子ラグビー選手。

## プロフィール
- フィジー出身。
- ポジションはフルバック(FB)[1]。
- 身長 156cm、体重 70kg

## 略歴
2021年、東京五輪の7人制女子フィジー代表に選ばれて銅メダル獲得。
2024年、パリ五輪の7人制女子フィジー代表に選ばれた。